# منتخب تايلاند تحت 23 سنة لكرة القدم
منتخب تايلاند تحت 23 سنة لكرة القدم (بالتايلندية: ฟุตบอลทีมชาติไทยรุ่นอายุไม่เกิน 23 ปี) هو ممثل تايلاند الرسمي في المنافسات الدولية في كرة القدم في فئة كرة قدم تحت 23 سنة للرجال، يديريه اتحاد تايلاند لكرة القدم.

## سجل التنافس

### الألعاب الأولمبية
The under-23 national team has never managed to qualify for the Olympics, but the منتخب تايلاند لكرة القدم has done so.
| سجل الألعاب الأولمبية النهائي | سجل الألعاب الأولمبية النهائي | سجل الألعاب الأولمبية النهائي                                  | سجل الألعاب الأولمبية النهائي                                  | سجل الألعاب الأولمبية النهائي                                  | سجل الألعاب الأولمبية النهائي                                  | سجل الألعاب الأولمبية النهائي                                  | سجل الألعاب الأولمبية النهائي                                  | سجل الألعاب الأولمبية النهائي                                  | سجل الألعاب الأولمبية النهائي                                  |                              | سجل التصفيات                 | سجل التصفيات                 | سجل التصفيات                 | سجل التصفيات                 | سجل التصفيات                 | سجل التصفيات |
| السنة                         | البلد المضيف                  | النتيجة                                                        | المركز                                                         | لعب                                                            | فاز                                                            | تعادل*                                                         | خسر                                                            | له                                                             | عليه                                                           |                              | لعب                          | فاز                          | تعادل                        | خسر                          | له                           | عليه         |
| ----------------------------- | ----------------------------- | -------------------------------------------------------------- | -------------------------------------------------------------- | -------------------------------------------------------------- | -------------------------------------------------------------- | -------------------------------------------------------------- | -------------------------------------------------------------- | -------------------------------------------------------------- | -------------------------------------------------------------- | ---------------------------- | ---------------------------- | ---------------------------- | ---------------------------- | ---------------------------- | ---------------------------- | ------------ |
| 1900 ‏ إلى 1988 ‏1              | 1900 ‏ إلى 1988 ‏1              | See منتخب تايلاند لكرة القدم                                   | See منتخب تايلاند لكرة القدم                                   | See منتخب تايلاند لكرة القدم                                   | See منتخب تايلاند لكرة القدم                                   | See منتخب تايلاند لكرة القدم                                   | See منتخب تايلاند لكرة القدم                                   | See منتخب تايلاند لكرة القدم                                   | See منتخب تايلاند لكرة القدم                                   | See منتخب تايلاند لكرة القدم | See منتخب تايلاند لكرة القدم | See منتخب تايلاند لكرة القدم | See منتخب تايلاند لكرة القدم | See منتخب تايلاند لكرة القدم | See منتخب تايلاند لكرة القدم |              |
| 1992                          | إسبانيا                       | الجولات التمهيدية qualification                                | الجولات التمهيدية qualification                                | الجولات التمهيدية qualification                                | الجولات التمهيدية qualification                                | الجولات التمهيدية qualification                                | الجولات التمهيدية qualification                                | الجولات التمهيدية qualification                                | الجولات التمهيدية qualification                                | 8                            | 5                            | 0                            | 3                            | 25                           | 9                            |              |
| 1996 ‏                         | الولايات المتحدة              | الجولات التمهيدية qualification                                | الجولات التمهيدية qualification                                | الجولات التمهيدية qualification                                | الجولات التمهيدية qualification                                | الجولات التمهيدية qualification                                | الجولات التمهيدية qualification                                | الجولات التمهيدية qualification                                | الجولات التمهيدية qualification                                | 4                            | 2                            | 0                            | 2                            | 12                           | 6                            |              |
| 2000 ‏                         | أستراليا                      | Second round qualification                                     | Second round qualification                                     | Second round qualification                                     | Second round qualification                                     | Second round qualification                                     | Second round qualification                                     | Second round qualification                                     | Second round qualification                                     | 6                            | 1                            | 2                            | 3                            | 4                            | 13                           |              |
| 2004                          | اليونان                       | Second preliminary round qualification                         | Second preliminary round qualification                         | Second preliminary round qualification                         | Second preliminary round qualification                         | Second preliminary round qualification                         | Second preliminary round qualification                         | Second preliminary round qualification                         | Second preliminary round qualification                         | 2                            | 0                            | 1                            | 1                            | 2                            | 5                            |              |
| 2008                          | الصين                         | كرة القدم في أولمبياد 2008 - تصفيات آسيا للرجال الجولة الثانية | كرة القدم في أولمبياد 2008 - تصفيات آسيا للرجال الجولة الثانية | كرة القدم في أولمبياد 2008 - تصفيات آسيا للرجال الجولة الثانية | كرة القدم في أولمبياد 2008 - تصفيات آسيا للرجال الجولة الثانية | كرة القدم في أولمبياد 2008 - تصفيات آسيا للرجال الجولة الثانية | كرة القدم في أولمبياد 2008 - تصفيات آسيا للرجال الجولة الثانية | كرة القدم في أولمبياد 2008 - تصفيات آسيا للرجال الجولة الثانية | كرة القدم في أولمبياد 2008 - تصفيات آسيا للرجال الجولة الثانية | 8                            | 3                            | 2                            | 3                            | 9                            | 7                            |              |
| 2012                          | بريطانيا العظمى               | مسابقة الاتحاد الآسيوي الأولمبية للرجال 2012                   | مسابقة الاتحاد الآسيوي الأولمبية للرجال 2012                   | مسابقة الاتحاد الآسيوي الأولمبية للرجال 2012                   | مسابقة الاتحاد الآسيوي الأولمبية للرجال 2012                   | مسابقة الاتحاد الآسيوي الأولمبية للرجال 2012                   | مسابقة الاتحاد الآسيوي الأولمبية للرجال 2012                   | مسابقة الاتحاد الآسيوي الأولمبية للرجال 2012                   | مسابقة الاتحاد الآسيوي الأولمبية للرجال 2012                   | 2                            | 0                            | 0                            | 2                            | 0                            | 4                            |              |
| 2016                          | البرازيل                      | لم يتأهل                                                       | لم يتأهل                                                       | لم يتأهل                                                       | لم يتأهل                                                       | لم يتأهل                                                       | لم يتأهل                                                       | لم يتأهل                                                       | لم يتأهل                                                       | 6                            | 2                            | 3                            | 1                            | 10                           | 9                            |              |
| 2020                          | اليابان                       | سوف يتم تحديدها                                                | سوف يتم تحديدها                                                | سوف يتم تحديدها                                                | سوف يتم تحديدها                                                | سوف يتم تحديدها                                                | سوف يتم تحديدها                                                | سوف يتم تحديدها                                                | سوف يتم تحديدها                                                | سوف يتم تحديدها              | سوف يتم تحديدها              | سوف يتم تحديدها              | سوف يتم تحديدها              | سوف يتم تحديدها              | سوف يتم تحديدها              |              |
| 2024                          | فرنسا                         | سوف يتم تحديدها                                                | سوف يتم تحديدها                                                | سوف يتم تحديدها                                                | سوف يتم تحديدها                                                | سوف يتم تحديدها                                                | سوف يتم تحديدها                                                | سوف يتم تحديدها                                                | سوف يتم تحديدها                                                | سوف يتم تحديدها              | سوف يتم تحديدها              | سوف يتم تحديدها              | سوف يتم تحديدها              | سوف يتم تحديدها              | سوف يتم تحديدها              |              |
| 2028                          | الولايات المتحدة              | سوف يتم تحديدها                                                | سوف يتم تحديدها                                                | سوف يتم تحديدها                                                | سوف يتم تحديدها                                                | سوف يتم تحديدها                                                | سوف يتم تحديدها                                                | سوف يتم تحديدها                                                | سوف يتم تحديدها                                                | سوف يتم تحديدها              | سوف يتم تحديدها              | سوف يتم تحديدها              | سوف يتم تحديدها              | سوف يتم تحديدها              | سوف يتم تحديدها              |              |
| الاجمالي                      | الاجمالي                      | 0/7                                                            |                                                                | -                                                              | -                                                              | -                                                              | -                                                              | -                                                              | -                                                              |                              | 36                           | 13                           | 8                            | 15                           | 62                           | 53           |

Note
- 1 : The senior national team played at the كرة القدم في الألعاب الأولمبية الصيفية.
- * : تشمل التعادلات مباريات خروج المغلوب التي تم تحديدها في ركلات الجزاء.

### بطولة آسيا تحت 23 سنة
The under-23 national team managed to reach the group stage of the AFC U-23 Championship football tournament.
| سجل بطولة آسيا تحت 23 سنة النهائي | سجل بطولة آسيا تحت 23 سنة النهائي | سجل بطولة آسيا تحت 23 سنة النهائي | سجل بطولة آسيا تحت 23 سنة النهائي | سجل بطولة آسيا تحت 23 سنة النهائي | سجل بطولة آسيا تحت 23 سنة النهائي | سجل بطولة آسيا تحت 23 سنة النهائي | سجل بطولة آسيا تحت 23 سنة النهائي | سجل بطولة آسيا تحت 23 سنة النهائي | سجل بطولة آسيا تحت 23 سنة النهائي |   | سجل التصفيات | سجل التصفيات | سجل التصفيات | سجل التصفيات | سجل التصفيات | سجل التصفيات |
| السنة                             | البلد المضيف                      | النتيجة                           | المركز                            | لعب                               | فاز                               | تعادل*                            | خسر                               | له                                | عليه                              |   | لعب          | فاز          | تعادل        | خسر          | له           | عليه         |
| --------------------------------- | --------------------------------- | --------------------------------- | --------------------------------- | --------------------------------- | --------------------------------- | --------------------------------- | --------------------------------- | --------------------------------- | --------------------------------- | - | ------------ | ------------ | ------------ | ------------ | ------------ | ------------ |
| 20131                             | سلطنة عمان                        | لم يتأهل                          | لم يتأهل                          | لم يتأهل                          | لم يتأهل                          | لم يتأهل                          | لم يتأهل                          | لم يتأهل                          | لم يتأهل                          | 5 | 2            | 1            | 2            | 11           | 6            |              |
| 2016                              | قطر                               | مرحلة المجموعات                   | الثالث عشر                        | 3                                 | 0                                 | 2                                 | 1                                 | 3                                 | 7                                 | 3 | 2            | 1            | 0            | 7            | 2            |              |
| 2018                              | الصين                             | مرحلة المجموعات                   | السادس عشر                        | 3                                 | 0                                 | 0                                 | 3                                 | 1                                 | 7                                 | 3 | 1            | 2            | 0            | 4            | 1            |              |
| 2020                              | تايلاند                           | تأهل                              |                                   |                                   |                                   |                                   |                                   |                                   |                                   | 3 | 2            | 0            | 1            | 12           | 4            |              |
| الاجمالي                          | الاجمالي                          | 3/4                               | Best: 13th                        | 6                                 | 0                                 | 2                                 | 4                                 | 4                                 | 14                                |   | 14           | 7            | 4            | 3            | 34           | 13           |

Note
- 1 : The under-22 national team played at the بطولة آسيا تحت 22 سنة لكرة القدم 2013.
- * : تشمل التعادلات مباريات خروج المغلوب التي تم تحديدها في ركلات الجزاء.

| تاريخ بطولة آسيا تحت 23 سنة | تاريخ بطولة آسيا تحت 23 سنة               | تاريخ بطولة آسيا تحت 23 سنة | تاريخ بطولة آسيا تحت 23 سنة | تاريخ بطولة آسيا تحت 23 سنة | تاريخ بطولة آسيا تحت 23 سنة             |
| السنة                       | الجولة                                    | Date                        | Opponent                    | النتيجة                     | Stadium                                 |
| --------------------------- | ----------------------------------------- | --------------------------- | --------------------------- | --------------------------- | --------------------------------------- |
| 2016                        | مرحلة المجموعات\|align="left"\|13 January | السعودية                    | D 1–1                       | ملعب حمد الكبير، الدوحة     |                                         |
| 2016                        | مرحلة المجموعات\|align="left"\|13 January | 16 January                  | اليابان                     | ملعب حمد الكبير، الدوحة     | L 0–4                                   |
| 2016                        | مرحلة المجموعات\|align="left"\|13 January | 19 January                  | كوريا الشمالية              | ملعب حمد الكبير، الدوحة     | D 2–2                                   |
| 2018                        | مرحلة المجموعات\|align="left"\|10 January | كوريا الشمالية              | L 0–1                       | ملعب جيانغيين، جيانغن       |                                         |
| 2018                        | مرحلة المجموعات\|align="left"\|10 January | 13 January                  | اليابان                     | ملعب جيانغيين، جيانغن       | L 0–1                                   |
| 2018                        | مرحلة المجموعات\|align="left"\|10 January | 16 January                  | فلسطين                      | L 1–5                       | مركز تشانغجو الرياضي الأولمبي، تشانغتشو |

### الألعاب الآسيوية
The under-23 national team managed to reach fourth place at the Asian Games; the منتخب تايلاند لكرة القدم also reached fourth place there.
| سجل الألعاب الآسيوية | سجل الألعاب الآسيوية | سجل الألعاب الآسيوية         | سجل الألعاب الآسيوية         | سجل الألعاب الآسيوية         | سجل الألعاب الآسيوية         | سجل الألعاب الآسيوية         | سجل الألعاب الآسيوية         | سجل الألعاب الآسيوية         | سجل الألعاب الآسيوية         |
| السنة                | البلد المضيف         | النتيجة                      | المركز                       | لعب                          | فاز                          | تعادل*                       | خسر                          | له                           | عليه                         |
| -------------------- | -------------------- | ---------------------------- | ---------------------------- | ---------------------------- | ---------------------------- | ---------------------------- | ---------------------------- | ---------------------------- | ---------------------------- |
| 1951 ‏ إلى 1998 ‏1     | 1951 ‏ إلى 1998 ‏1     | See منتخب تايلاند لكرة القدم | See منتخب تايلاند لكرة القدم | See منتخب تايلاند لكرة القدم | See منتخب تايلاند لكرة القدم | See منتخب تايلاند لكرة القدم | See منتخب تايلاند لكرة القدم | See منتخب تايلاند لكرة القدم | See منتخب تايلاند لكرة القدم |
| 2002                 | كوريا الجنوبية       | المركز الرابع                | الرابع                       | 6                            | 4                            | 0                            | 2                            | 10                           | 7                            |
| 2006 ‏                | قطر                  | ربع النهائي                  | السابع                       | 4                            | 3                            | 0                            | 1                            | 4                            | 3                            |
| 2010                 | الصين                | ربع النهائي                  | السابع                       | 5                            | 2                            | 2                            | 1                            | 8                            | 2                            |
| 2014                 | كوريا الجنوبية       | المركز الرابع                | الرابع                       | 7                            | 5                            | 0                            | 2                            | 15                           | 3                            |
| 2018                 | إندونيسيا            | مرحلة المجموعات              | الثامن عشر                   | 3                            | 0                            | 2                            | 1                            | 2                            | 3                            |
| الاجمالي             | الاجمالي             | 5/5                          | Best: 4th                    | 25                           | 14                           | 4                            | 7                            | 39                           | 18                           |

| First Match    | اليمن 0–3 تايلاند · (27 سبتمبر 2002; تشانغوون، كوريا الجنوبية) |
| Biggest Win    | تايلاند 6–0 باكستان · (7 نوفمبر 2010; غوانزو، الصين) · إندونيسيا 0–6 تايلاند · (22 سبتمبر 2014; إنتشون، كوريا الجنوبية)                                                               |
| Biggest Defeat | اليابان 3–0 تايلاند · (10 أكتوبر 2002; ألسان، كوريا الجنوبية) · تايلاند 0–3 كوريا الجنوبية · (13 أكتوبر 2002; ألسان، كوريا الجنوبية) · تايلاند 0–3 قطر · (9 ديسمبر 2006; الريان، قطر) |
| Best Result    | المركز الرابع at the 2002 و2014 |
| Worst Result   | مرحلة المجموعات at the 2018 |

### ألعاب جنوب شرق آسيا
| سجل ألعاب جنوب شرق آسيا | سجل ألعاب جنوب شرق آسيا | سجل ألعاب جنوب شرق آسيا      | سجل ألعاب جنوب شرق آسيا      | سجل ألعاب جنوب شرق آسيا      | سجل ألعاب جنوب شرق آسيا      | سجل ألعاب جنوب شرق آسيا      | سجل ألعاب جنوب شرق آسيا      | سجل ألعاب جنوب شرق آسيا      | سجل ألعاب جنوب شرق آسيا      |
| السنة                   | البلد المضيف            | النتيجة                      | المركز                       | لعب                          | فاز                          | تعادل*                       | خسر                          | له                           | عليه                         |
| ----------------------- | ----------------------- | ---------------------------- | ---------------------------- | ---------------------------- | ---------------------------- | ---------------------------- | ---------------------------- | ---------------------------- | ---------------------------- |
| 1959 إلى 19991          | 1959 إلى 19991          | See منتخب تايلاند لكرة القدم | See منتخب تايلاند لكرة القدم | See منتخب تايلاند لكرة القدم | See منتخب تايلاند لكرة القدم | See منتخب تايلاند لكرة القدم | See منتخب تايلاند لكرة القدم | See منتخب تايلاند لكرة القدم | See منتخب تايلاند لكرة القدم |
| 2001                    | ماليزيا                 | ذهبية                        | الأول                        | 6                            | 6                            | 0                            | 0                            | 15                           | 2                            |
| 2003                    | فيتنام                  | ذهبية                        | الأول                        | 5                            | 4                            | 1                            | 0                            | 17                           | 2                            |
| 2005                    | الفلبين                 | ذهبية                        | الأول                        | 5                            | 5                            | 0                            | 0                            | 10                           | 2                            |
| 2007                    | تايلاند                 | ذهبية                        | الأول                        | 5                            | 5                            | 0                            | 0                            | 18                           | 3                            |
| 2009                    | لاوس                    | مرحلة المجموعات              | الخامس                       | 4                            | 2                            | 1                            | 1                            | 15                           | 3                            |
| 2011                    | إندونيسيا               | مرحلة المجموعات              | السابع                       | 4                            | 1                            | 0                            | 3                            | 6                            | 7                            |
| 2013                    | ميانمار                 | ذهبية                        | الأول                        | 6                            | 4                            | 2                            | 0                            | 10                           | 3                            |
| 2015                    | سنغافورة                | ذهبية                        | الأول                        | 7                            | 7                            | 0                            | 0                            | 24                           | 1                            |
| 2017                    | ماليزيا 2               | ذهبية                        | الأول                        | 7                            | 6                            | 1                            | 0                            | 12                           | 1                            |
| 2019                    | الفلبين                 | سوف يتم تحديدها              |                              |                              |                              |                              |                              |                              |                              |
| 2021 ‏                   | فيتنام                  | سوف يتم تحديدها              |                              |                              |                              |                              |                              |                              |                              |
| 2023 ‏                   | كمبوديا                 | سوف يتم تحديدها              |                              |                              |                              |                              |                              |                              |                              |
| 2025 ‏                   | تايلاند                 | سوف يتم تحديدها              |                              |                              |                              |                              |                              |                              |                              |
| الاجمالي                | الاجمالي                | 9/9                          | Best: 1st                    | 49                           | 40                           | 5                            | 4                            | 127                          | 24                           |

| First Match    | تايلاند 7–0 كمبوديا · (1 سبتمبر 2001; بيتالينغ جايا، ماليزيا)                                                            |
| Biggest Win    | تيمور الشرقية 0–9 تايلاند · (8 ديسمبر 2009; فيينتيان، لاوس)                                                              |
| Biggest Defeat | إندونيسيا 3–1 تايلاند · (13 نوفمبر 2011; جاكرتا، إندونيسيا) · تايلاند 0–2 سنغافورة · (17 نوفمبر 2011; جاكرتا، إندونيسيا) |
| Best Result    | Gold medal at the 2001، 2003، 2005, 2007، 2013، 2015 و2017                                                               |
| Worst Result   | مرحلة المجموعات at the 2009 و2011                                                                                        |

### بطولة اتحاد آسيان تحت 23 سنة للشباب
| سجل بطولة اتحاد آسيان تحت 23 سنة للشباب | سجل بطولة اتحاد آسيان تحت 23 سنة للشباب | سجل بطولة اتحاد آسيان تحت 23 سنة للشباب       | سجل بطولة اتحاد آسيان تحت 23 سنة للشباب       | سجل بطولة اتحاد آسيان تحت 23 سنة للشباب       | سجل بطولة اتحاد آسيان تحت 23 سنة للشباب       | سجل بطولة اتحاد آسيان تحت 23 سنة للشباب       | سجل بطولة اتحاد آسيان تحت 23 سنة للشباب       | سجل بطولة اتحاد آسيان تحت 23 سنة للشباب       | سجل بطولة اتحاد آسيان تحت 23 سنة للشباب       |
| السنة                                   | البلد المضيف                            | النتيجة                                       | المركز                                        | لعب                                           | فاز                                           | تعادل*                                        | خسر                                           | له                                            | عليه                                          |
| --------------------------------------- | --------------------------------------- | --------------------------------------------- | --------------------------------------------- | --------------------------------------------- | --------------------------------------------- | --------------------------------------------- | --------------------------------------------- | --------------------------------------------- | --------------------------------------------- |
| 2005                                    | تايلاند                                 | البطل                                         | الأول                                         | 5                                             | 5                                             | 0                                             | 0                                             | 25                                            | 2                                             |
| 2011                                    | إندونيسيا                               | Competition cancelled and did not participate | Competition cancelled and did not participate | Competition cancelled and did not participate | Competition cancelled and did not participate | Competition cancelled and did not participate | Competition cancelled and did not participate | Competition cancelled and did not participate | Competition cancelled and did not participate |
| 2019                                    | كمبوديا                                 | المركز الثاني                                 | الثاني                                        | 5                                             | 2                                             | 2                                             | 1                                             | 5                                             | 2                                             |
| الاجمالي                                | الاجمالي                                | 2/3                                           | Best: 1st                                     | 10                                            | 7                                             | 2                                             | 1                                             | 30                                            | 4                                             |

Note
- * : تشمل التعادلات مباريات خروج المغلوب التي تم تحديدها في ركلات الجزاء.

### الألعاب الجامعية الصيفية
| سجل الألعاب الجامعية الصيفية | سجل الألعاب الجامعية الصيفية | سجل الألعاب الجامعية الصيفية | سجل الألعاب الجامعية الصيفية | سجل الألعاب الجامعية الصيفية | سجل الألعاب الجامعية الصيفية | سجل الألعاب الجامعية الصيفية | سجل الألعاب الجامعية الصيفية | سجل الألعاب الجامعية الصيفية | سجل الألعاب الجامعية الصيفية |
| السنة                        | البلد المضيف                 | النتيجة                      | المركز                       | لعب                          | فاز                          | تعادل*                       | خسر                          | له                           | عليه                         |
| ---------------------------- | ---------------------------- | ---------------------------- | ---------------------------- | ---------------------------- | ---------------------------- | ---------------------------- | ---------------------------- | ---------------------------- | ---------------------------- |
| 2007                         | تايلاند                      | Bronze medal                 | الثالث                       | 6                            | 3                            | 1                            | 2                            | 11                           | 6                            |
| الاجمالي                     | الاجمالي                     | 1/1                          | Best: 3rd                    | 6                            | 3                            | 1                            | 2                            | '11'                         | 6                            |

Note
- For the 2007 edition، Thailand sent the U-23 team.
- * : تشمل التعادلات مباريات خروج المغلوب التي تم تحديدها في ركلات الجزاء.